# Цуроев, Ислам Зяудинович
Исла́м Зяуди́нович Цуро́ев (23 апреля 1989) — российский футболист, защитник (ранее — нападающий).

## Карьера
В 2005 году выступал в МРО Юг ЛФЛ в составе клуба «Ангушт»-2. Сезон 2006 года начал тоже в любительском клубе «Магас‑ИГУ» из города Назрань, но уже летом пополнил ряды клуба первого дивизиона «Ангушт», в состав которого был дозаявлен 1 августа. За «Ангушт» провёл 19 матчей в первенстве и один матч в Кубке России.
По завершении сезона, перешёл в грозненский «Терек», в котором и провёл сезон 2007 года, сыграв в 8 матчах и став, вместе с командой, серебряным призёром первенства. Дебютировал в Премьер-лиге мая 2008 года, выйдя на замену Жану Були на 71-й минуте матча 10-го тура против пермского «Амкара», «Терек» уступил со счётом 0:1. Помимо этого, провёл в том сезоне 29 матчей за молодёжный состав клуба, забил 6 мячей в ворота соперников. 21 ноября 2009 года провёл свою вторую игру в Премьер-лиге, выйдя на замену Андрею Кобенко на 46-й минуте матча 29-го тура против «Кубани», игра завершилась поражением «Терека» со счётом 0:1. Всего в составе грозненского клуба за четыре сезона сыграл 10 матчей (два в премьер-лиге и 8 — в первом дивизионе), а также 77 матчей и 15 голов в первенстве дублёров.
После ухода из «Терека» провёл полсезона в молдавской «Дачии», затем в течение пяти лет играл за «Ангушт». Летом 2016 года покинул команду после истечения контракта.
С 2017 является тренером «Футбольной школы Магомеда Оздоева».

## Достижения
- Первый дивизион России
  - Серебряный призёр (выход в Высший дивизион): 2007 (ФК «Терек»)
- Чемпионат Молдавии
  - Чемпион: 2013